# 이시드로 랑가라
이시드로 랑가라 갈라라가(스페인어: Isidro Lángara Galarraga; 1912년 5월 12일, 바스크 주 파사이아 ~ 1992년 8월 21일, 바스크 주 안도아인)은 바스크 출신인 스페인의 전 축구 스트라이커이다. 그는 스페인 국가대표팀 경기에 12번 출전하여 17골을 넣었다.

## 경력
랑가라는 지역 축구단에서 축구를 시작했는데, 그의 고향 바스크 연고의 빌두르 구치, 에스페란사 데 산 세바스티안, 시엠프레 아델란테 데 파이세스, 그리고 안도인을 거쳤고, 결국 3부 리그 소속 구단인 톨로사에 입단했다. 그는 18세가 되었을 때, 2부 리그의 오비에도의 눈도장을 찍었고, 이후 1936년에 스페인 내전이 발발하기 전까지 6년을 활약하였다.
랑가라는 오비에도에서 전율의 공격진(Delantera Eléctrica)의 상징적인 존재로 거듭났는데, 이 공격진은 발이 빠르고 젊으며, 재능 넘치는 선수들로 구성되어 있으며, 빠른 박자의 전개와 수준 높은 기술력으로 상대를 손쉽게 분쇄하였다. 그래서, 전쟁이 없었다면 전쟁 전에 두 차례 3위한 것보다 더 나은 리그 성적을 낼 수 있었다는 평도 있었다.
그는 스페인 리그 최다 득점자에게 주어지는 트로페오 피치치의 주인공으로 내전이 발발하기 전까지 세 번 선정되었는데, 1933-34 시즌에는 27골, 1934-35 시즌에는 26골, 그리고 1935-36 시즌에는 28골을 기록하였다. 그에 앞서 오비에도가 1부 리그 승격을 이룩한 시즌에는 스페인 2부 리그의 득점왕을 차지하기도 하였다.
그는 오비에도 1기에 활약하는 동안 220번의 경기에 출전해 281골을 기록했는데, 이 중 160번의 경기가 공식 경기였고, 그동안 231번 골망을 흔들었다. 1933-34 시즌, 그는 전례 없는 60골 기록을 깼으며, 같은 해 스페인 국가대표팀에서 5경기 출전하여 9골을 기록하였는데, 이는 스페인 출신 선수 역대 최다 단일 시즌 득점 기록으로 현재까지 유효하다.
1936년 12월, 그는 아틀레틱 빌바오 소속으로 한 경기 출전했다.
전쟁이 발발하자, 그는 공화파로 참전했다. 1937년, 그는 유럽을 순회하며 전쟁 지원금을 모으기 위해 바스크 대표팀으로 친선경기를 출전하였다.
빌바오가 국민파에게 점령당하면서, 선수단은 미주로 건너가 쿠바 멕시코, 그리고 아르헨티나를 순회하였다. 1938년, 선수단은 리가 마요르에 에우스카디의 명칭으로 참가해 준우승을 거두었다. 1939년에 내전이 종전된 후, 이 구단은 해체되었고, 랑가라는 아르헨티나로 이주하여 새로 뛸 구단을 찾아 물색했는데, 왜냐 하면 공화파는 가혹한 보복을 당하지 않고 스페인에 복귀할 방법이 없었기 때문이었다.
동료 앙헬 수비에타의 조언에 따라 그는 산 로렌소에 입단하였다. 그의 1939년 신고식 상대는 오랜 기간 리그를 우승해 온 리버 플레이트였는데, 랑가라는 4-2로 이긴 이 경기에서 홀로 4골을 퍼부었다. 1940년, 랑가라는 34경기에 출전해 33골을 기록하여 아르헨티나 프리메라 디비시온의 득점왕이 되었다. (그는 산 로렌소 소속으로 121번의 아르헨티나 리그 경기에 출전하여 110골을 기록하였다) 그는 아르헨티나의 단일 경기 역대 최다 득점 기록도 세웠는데, 그가 한 경기에서 넣은 7골의 기록은 아직도 깨지지 않았다.
랑가라의 산 로렌소는 아르헨티나의 정상 경쟁에 뛰어들게 되었는데, 그에 따라 장기간 지속된 리버 플레이트의 아르헨티나 리그 독식 체제를 깼다. 랑가라는 레네 폰토니(바르셀로나의 이적 제의에도 아르헨티나에 남았다)와 레이날도 마르티노(훗날 유벤투스의 거성이 되었다)와 함께 산 로렌소의 거물 선수였다. 비록 산 로렌소 소속으로 리그를 더 우승하지 못했지만, 두 차례 준우승을 거두고, 아르헨티나와 우루과이 준우승 구단들 간의 공식 경기인 코파 데 콘프라테르니다드 에스코바르 - 헤로나를 우승했다. 랑가라의 산 로렌소는 1939년에 코파 아드리안 C 에스코바르 결승에 오르기도 하였다.
1943년에 멕시코에서 프로 리그가 출범하면서, 랑가라는 에스파냐에 입단하였고, 그 곳에서 랑가라는 현역 시절 처음이자 마지막으로 리그 우승을 거두었다. 멕시코 리그에서, 그는 1944년과 1946년에 두 차례 리그 득점왕으로 등극하였다. 오늘날에도, 그는 3개국의 리그에서 득점왕을 차지한 몇 안되는 선수이다: 알프레도 디 스테파노, 호마리우, 그리고 뤼트 판 니스텔로이만이 랑가라의 경우처럼 3개의 다른 국가에서 득점왕에 등극하였다. 1946년, 그는 전 북중미 지역의 리그 최고 선수로서 CONCACAF 올해의 선수로 선정되었다.
오랜 기간 해외에서 활동한 랑가라는 스페인에 복귀할 기회를 잡아 다시 오비에도로 복귀했다. 그 다음 시즌이자 복귀 1년차인 1946-47 시즌에 랑가라는 18골을 넣어 준수한 득점령을 보였다. 그에 따라 랑가라는 사라, 프루덴, 그리고 칼보에 이어 트로페오 피치치 기준으로 득점 4위의 득점력을 보였는데, 이는 랑가라가 34세의 나이에도 최고 리그에서 건재하다는 것을 나타내는 방증이었다. 시즌 후, 랑가라는 은퇴를 선언하고 멕시코에서 다시 살기 위해 출국하면서 오비에도를 충격에 빠뜨렸다.

## 은퇴 후
은퇴 후, 그는 남아메리카에서 대부분의 여생을 보냈으며, 70대 말이 되어서 고향 동네에 복귀하였고, 그 곳에서 1992년에 눈을 감았다.
그는 감독 경력이 짧지만 다음과 같은 성과를 냈다: 그는 우니온 에스파뇰라를 이끌고 1951년에 칠레 리그 우승을 거두었다. 푸에블라를 맡은 1952-53 시즌에는 멕시코 컵 우승을 거두었다.

## 그 외
축구 선수로 활동하던 시절, 이시드로 랑가라는 신사적인 선수로서 명성이 자자했다. 그는 수 많은 "불가능해 보이는 득점"을 기록하였는데, 경기장 먼 곳에서 득점을 올리곤 했다. 한 예시를 뽑아보자면 1933-34 시즌의 개막전을 예로 들 수 있는데, 그가 속한 오비에도가 바르셀로나를 7-3으로 이기는 과정에서 랑가라가 50미터 거리에서 두 차례 정지 상황에서 득점하였다. 그 당시를 회자해보자면, 당시 에스파뇰 골키퍼 라사로 플로렌사의 말에 따라 "그는 불가능해 보이는 득점을 올렸는데, 한 번도 아니고 두 번 그랬습니다"라고 말했을 정도다. 몇 주 후, 라사로도 랑가라의 프리킥에 비슷하게 당했다. 그의 신체적 특징은 산 로렌소 신고식을 치른 날에 동료들이 눈치를 챘는데, 그들은 처음에 랑가라한테 축구 선수냐 레슬링 선수냐라고 질문을 했을 정도였다. 산 로렌소 시절, 그는 먼 거리에서 강력하게 공을 차는 선수로 알려지게 되었다.